# Baix Vinalopó
Baix Vinalopó (Tiếng Valencian) là một comarca trong Alicante (Cộng đồng Valencian, Tây Ban Nha). Nó giáp với các comarques: Vinalopó Mitjà và Alacantí ở phía bắc và Vega Baja del Segura ở phía nam. Thủ phủ là thành phố Elche (Elx trong tiếng Valencian, cả hai tên đều chính thức), có dân số khoảng 200.000 người. Các đô thị chính khác là Crevillent và Santa Pola.